# مسجد بهمن‌آباد
مسجد بهمن‌آباد مربوط به اواخر دوره صفوی است و در شهرستان داورزن، جنوب‌شرقی روستای بهمن‌آباد واقع شده و این اثر در تاریخ ۲۴ اسفند ۱۳۸۴ با شمارهٔ ثبت ۱۵۲۶۴ به‌عنوان یکی از آثار ملی ایران به ثبت رسیده‌است.